# Nitocrella mara
Nitocrella mara är en kräftdjursart som beskrevs av Loffler 1959. Nitocrella mara ingår i släktet Nitocrella och familjen Ameiridae. Inga underarter finns listade i Catalogue of Life.